# Gerronema
Gerronema là một chi nấm trong họ Marasmiaceae, thuộc bộ Agaricales. Đây là một chi nấm tán sống trên thân gỗ mục, có kích thước từ nhỏ đến vừa. Bào tử nấm màu trắng, dạng tinh bột còn lá tia phát triển hướng xuống dưới. Chi này được nhà nghiên cứu gốc Đức, Rolf Singer miêu tả khoa học lần đầu tiên vào năm 1951.

## Môi trường sống và phân bố
Các loài Gerronema chủ yếu phân bố ở khu vực nhiệt đới. Tuy nhiên, nấm cũng có xuất hiện ở châu Âu và vùng phía tây của Bắc Mỹ, nơi chúng phát triển trong điều kiện thời tiết mùa hè oi bức. Một trong số những loài quen thuộc nhất ở Hoa Kỳ đó là Gerronema strombodes.  Lưu trữ ngày 15 tháng 10 năm 2007 tại Wayback Machine

## Danh sách các loài
Tính đến tháng 6 năm 2015, Index Fungorum công nhận 55 loài sau thuộc chi Gerronema:
- G. aconquijense
- G. albidum
- G. albogriseolum
- G. alutaceum
- G. amabile
- G. bethlehemicum
- G. brunneum
- G. bryogeton
- G. calongei
- G. candidum
- G. chrysocarpum
- G. chrysocraspedum
- G. cinctum
- G. citrinum
- G. collybiomorphum
- G. corticiphilum
- G. costaricense
- G. cyathiforme
- G. daamsii
- G. daguense
- G. farinolens
- G. flammeum
- G. glutinipes
- G. hungo
- G. incarnatum
- G. infumatum
- G. josserandii
- G. laccarioides
- G. longipes
- G. majus
- G. mariae
- G. melanomphax
- G. moseri
- G. nemorale
- G. nitriolens
- G. oligophyllum
- G. pantoxanthum
- G. pseudomurale
- G. reclinis
- G. sanguineum
- G. schusteri
- G. sericeum
- G. stevensonii
- G. strombodes
- G. subchrysophyllum
- G. subclavatum
- G. suboreades
- G. subsericellum
- G. sucrense
- G. tenue
- G. theophili
- G. umbilicatum
- G. virgineum
- G. viridilucens (nấm phát quang)
- G. xanthophyllum